# ادو کورتینا
ادو کورتینا (انگلیسی: Edu Cortina؛ زادهٔ ۲۵ سپتامبر ۱۹۹۶) بازیکن فوتبال اهل اسپانیا است.
از باشگاه‌هایی که در آن بازی کرده‌است می‌توان به باشگاه فوتبال رئال اویدو اشاره کرد.